# Гебхард III фон Алвенслебен
Гебхард III фон Алвенслебен (на немски: Gebhard III von Alvensleben; * ок. 1242; † сл. 1303) е рицар, бургман на замък Алвенслебен при Халденслебен в Саксония-Анхалт, споменат е в документи (1270 – 1303).
Той е син на Гебхард II фон Алвенслебен († сл. 1285), рицар, маркт-бранденбургски фогт на Арнебург, и съпругата му Мехтхилд фон Ванцлебен († сл. 1307), сестра на Хайнрих фон Ванцлебен († сл. 1288), дъщеря на Лудвиг фон Ванцлебен († сл. 1240), министериал на Херцогство Брауншвайг.
Двамата му по-големи сина Гебхард IV (док. 1299) и Албрехт I (док. 1304 – 1334) са основатели на „Бялата“ и „Черната линия“ на фамилията фон Алвенслебен.

## Фамилия
Гебхард III фон Алвенслебен се жени за София фон Аймбек (* ок. 1252). Te имат три сина:
- Гебхард IV фон Алвенслебен (* ок. 1267; † пр. 1306), основател на „Бялата линия“; има син и дъщеря
- Албрехт I фон Алвенслебен-Калбе (* ок. 1270; † пр. 1342), рицар, господар в Калбе, който купува 1324 г. от фон Крьохер, също получава Шванефелд, Кл.-Бартенслебен, Алвенслебен, Шьонинген, Ешенроде, Лепин и Остхерен, основател на „Черната линия“, женен за Ода фон Бодендик (* 1275; † сл. 1324); имат син
- Фридрих фон Алвенслебен (* ок. 1265/1273; † сл. 1308/ок. 1313), майстер на ордена на тамплиерите в Алемания и Вендланд/славяните (док. 1301 – 1308)
- Гертруд фон Алвенслебен (док. 1310 – 1313), абатиса на манастир „Св. Якоби“ в Халберщат.